# 1145年
| 千纪： | 2千纪 |
| 世纪： | 11世纪 \| 12世纪 \| 13世纪                                                                                                 |
| 年代： | 1110年代 \| 1120年代 \| 1130年代 \| 1140年代 \| 1150年代 \| 1160年代 \| 1170年代                                           |
| 年份： | 1140年 \| 1141年 \| 1142年 \| 1143年 \| 1144年 \| 1145年 \| 1146年 \| 1147年 \| 1148年 \| 1149年 \| 1150年                 |
| 纪年： | 乙丑年（牛年）；西夏人慶二年；金皇統五年；西辽咸清二年；南宋紹興十五年；大理廣運八年；越南大定六年；日本天養二年，久安元年 |

## 大事记
- 宋高宗設江陰港市舶司、溫州市舶司。
- 金熙宗取消遼東漢人、渤海人猛安謀克世襲的制度，逐漸將兵權轉移到女真人手中，分猛安謀克為上中下三等，宗室為上等，其餘次之。
- 由於塞爾柱帝國佔領埃德薩，逼近第一次十字軍東征建立的耶路撒冷王國在耶路撒冷王國的請求與教廷號召下，由路易七世和康拉德三世率領發起第二次十字軍。
- 朝鲜最早的一部史书《三国史记》成书。
- 穆羅姆系的弗拉基米爾·斯維亞托斯拉維奇即梁贊大公位。

## 逝世
- 吕本中，宋朝诗人